# Protestas en Jujuy de 2023
Las protestas en la provincia de Jujuy de 2023 corresponden a manifestaciones contra la reforma constitucional de la provincia que fue sancionada a la madrugada del 16 de junio del mismo año. En esta se sancionan las protestas en calles y rutas.

## Desarrollo
Tras un mes de convención en la legislatura de una reforma constitucional, el 16 de junio a la madrugada se logró la aprobación de la convencional constituyente. Esto ha sido ampliamente criticado por los sectores opositores alegando que el tiempo de discusión fue muy corto. Pero el foco de conflicto fue la modificación de artículos que prohíben la protesta en calles y rutas; reglamentación de recursos naturales; y cambios en la Justicia y Elecciones.
El 16 de junio llegó un contingente de efectivos de la Infantería policial que avanzaron contra los manifestantes y se inició una represión que no logró concretar el despejar los bloqueos de las carreteras. A la tarde llegó hasta ese lugar un nuevo e importante número de efectivos, que avanzó otra vez y reprimió hasta lograr desalojar el corte con gases lacrimógenos y balas de goma. Por el enfrentamiento, varias personas resultaron heridas.
El 19 de junio Morales anunció que retiraría de la reforma los artículos referidos a los derechos de los pueblos indígenas. El 20 de junio tuvo lugar la jura, con incidentes y represión en la Legislatura. A partir de ese momento se mantuvieron cortes de ruta en distintos lugares de la provincia. La represión policial generó advertencias de la CIDH y Amnistía Internacional, además de una investigación judicial.
El 9 de julio una turista, Virginia Flores Gómez, murió tras descompensarse en un colectivo varado en un corte de la ruta 9 cerca en la localidad de Abra Pampa. Por el hecho el gobierno inició acciones penales contra 23 manifestantes por homicidio culposo.
A fines de julio un grupo de opositores a la reforma marchó desde Jujuy hasta Buenos Aires para manifestarse frente al Congreso Nacional, en el autodenominado "Tercer Malón de la Paz" (en referencia a iniciativas similares en 1946 y 2006). El grupo acampó en la Plaza Lavalle desde el primero de agosto hasta el 16 de diciembre. Al día siguiente de comenzar a levantar el acampe fueron desalojados.
Los cortes de ruta en Abra Pampa y La Quiaca se mantuvieron hasta el 17 de octubre. El 22 de diciembre, tras el cambio de gobierno, la Corte Suprema convalidó la reforma constitucional.